# Carl Holmberg
Carl Holmberg (Malmö, 9 de março de 1884 — Malmö, 1 de dezembro de 1909) foi um ginasta sueco que competiu em provas de ginástica artística.
Holmberg é o detentor de uma medalha olímpica, conquistada na edição britânica, os Jogos de Londres, em 1908. Nesta ocasião, competiu como ginasta na prova coletiva. Ao lado de outros 37 companheiros, conquistou a medalha de ouro, após superar as nações da Noruega e da Finlândia.